# Quad (đơn vị)
quad là một đơn vị năng lượng tương đương với 1015 (triệu tỉ - quadrillion) BTU, hay 1.055 x 1018 joule (1.055 exajoules hay EJ) trong hệ đo SI.
Đơn vị thường được sử dụng bởi Bộ Năng lượng Mỹ trong các thảo luận về ngân sách năng lượng quốc gia và thế giới. Sản lượng năng lượng toàn cầu năm 2004 là 446 quad, tương đương 471 EJ.
Tương đương 1 quad với vài chất mang năng lượng phổ biến:
- 8,007,000,000 Gallon xăng (Mỹ)
- 293,083,000,000 Kilô-watt giờ (kWh)
- 33.434 gigawatt-năm (GWy)
- 36,000,000 Tấn than
- 970,434,000,000 mét khối khí đốt tự nhiên
- 5,996,000,000 gallon anh dầu diesel
- 25,200,000 Tấn dầu
- 252,000,000 Tấn TNT hoặc năm lần Bom Sa hoàng.
- 13.3 Tấn Uranium-235